# Markus Ponath
Markus Ponath (* 13. Januar 2001 in Pfaffenhofen an der Ilm) ist ein deutscher Fußballtorhüter, der aktuell als Leihspieler des FC Ingolstadt 04 beim FV Illertissen unter Vertrag steht.

## Karriere
Nach seinen Anfängen in der Jugendmannschaft des FSV Pfaffenhofen wechselte er im Sommer 2012 in die Jugendabteilung des FC Ingolstadt 04. Dort durchlief er alle Jugendmannschaften und bestritt 19 Spiele in der A-Junioren-Bundesliga. Im Sommer 2020 wurde er in den Kader der zweiten Mannschaft in der Bayernliga aufgenommen. Nachdem er 26 Ligaspiele bestritten hatte, kam er auch zu seinem Profidebüt in der 2. Bundesliga, als er am letzten Spieltag der Saison 2021/22 bei der 2:3-Auswärtsniederlage gegen Hannover 96 in der Startformation stand. Nach dem Abstieg der Mannschaft in die 3. Liga rückte er 2022 fest in den Profikader auf und wurde dort Ersatztorhüter hinter Marius Funk.
Zur Saison 2024/25 wurde er in die Regionalliga Bayern zum FV Illertissen verliehen.